# Cydistomyia pondo
Cydistomyia pondo är en tvåvingeart som först beskrevs av H. Oldroyd 1954.  Cydistomyia pondo ingår i släktet Cydistomyia och familjen bromsar. Inga underarter finns listade i Catalogue of Life.